# (12533) Edmond
(12533) Edmond ist ein Asteroid des mittleren Hauptgürtels, der am 2. Juni 1998 vom US-amerikanischen Astronomen Tom Stafford am Zeno Observatory (IAU-Code 727) in Edmond im US-Bundesstaat Oklahoma entdeckte wurde. Sichtungen des Asteroiden gab es schon vorher am 8. und 9. Juli 1994 unter der vorläufigen Bezeichnung 1994 NR11 am La-Silla-Observatorium in Chile.
Der mittlere Durchmesser des Asteroiden wurde mithilfe des Wide-Field Infrared Survey Explorers (WISE) mit 3,157 (± 0,063) km berechnet, die Albedo mit 0,338 (± 0,061). Nach der SMASS-Klassifikation (Small Main-Belt Asteroid Spectroscopic Survey) wurde bei einer spektroskopischen Untersuchung von Gianluca Masi, Sergio Foglia und Richard P. Binzel bei einer Unterteilung aller untersuchten Asteroiden in C-, S- und V-Typen (12533) Edmond den S-Asteroiden zugeordnet.
(12533) Edmond wurde am 23. Mai 2000 nach der Stadt Edmond benannt.